# Okrug Banská Štiavnica
Okrug Banská Štiavnica (slovački: Okres Banská Štiavnica) nalazi se u središnjoj Slovačkoj u Banskobistričkom kraju.  U okrugu živi 15 350 stanovnika, dok je gustoća naseljenosti 52,51 stan/km². Ukupna površina okruga je 292,29 km². Glavni grad okruga Banská Štiavnica je istoimeni grad Banská Štiavnica s 9293 stanovnika.

## Stanovništvo
| Godina:     | 1994.  | 2004.   | 2014.   | 2024.   |
| ----------- | ------ | ------- | ------- | ------- |
| Broj ljudi: | 17 028 | 17 046  | 16 367  | 15 350  |
| Razlika:    |        | +0,10 % | −3,98 % | −6,21 % |

| Godina:     | 2023.  | 2024.   |
| ----------- | ------ | ------- |
| Broj ljudi: | 15 407 | 15 350  |
| Razlika:    |        | −0,36 % |

## Gradovi
Banská Štiavnica

## Općine
| - Baďan - Banská Belá - Banský Studenec - Beluj - Dekýš | - Ilija - Kozelník - Močiar - Počúvadlo - Podhorie | - Prenčov - Svätý Anton - Štiavnické Bane - Vysoká |